# سالاماندرا
سمندرهای سالاماندرا (نام علمی: Salamandra) سرده‌ای از سمندرها با ۶ گونه هستند. سمندرهای سالاماندرا در مرکز و جنوب اروپا، شمال آفریقا و غرب آسیا زندگی می‌کنند.

## گونه‌ها
- سمندر آذرین شمال آفریقا
- سمندر آلپ
- سمندر آذرین کرس
- سمندر آذرین خاورمیانه
- سمندر لانزای آلپ
- سمندر آذرین